# Japan Women's Open Tennis 2015
Il Japan Women's Open Tennis 2015 (noto precedentemente come HP Open per motivi di sponsorizzazione) è stato un torneo di tennis giocato sul cemento all'aperto. È stata la 7ª edizione del Japan Women's Open Tennis, che fa parte della categoria WTA International nell'ambito del WTA Tour 2015. Si è giocato a Tokyo, in Giappone dal 14 al 20 settembre 2015.

## Partecipanti

### Teste di serie
| Nazionalità | Giocatore            | Ranking* | Testa di serie |
| ----------- | -------------------- | -------- | -------------- |
| Spagna      | Carla Suárez Navarro | 10       | 1              |
| Kazakistan  | Zarina Dijas         | 35       | 2              |
| Stati Uniti | Madison Brengle      | 47       | 3              |
| Stati Uniti | Alison Riske         | 57       | 4              |
| Svezia      | Johanna Larsson      | 58       | 5              |
| Stati Uniti | Christina McHale     | 59       | 6              |
| Croazia     | Ajla Tomljanović     | 63       | 7              |
| Slovenia    | Polona Hercog        | 64       | 8              |

* Ranking al 31 agosto 2015.

### Altre partecipanti
Giocatrici che hanno ricevuto una wild card:
- Carla Suárez Navarro
- Kimiko Date-Krumm
- Nao Hibino

Giocatrici passate dalle qualificazioni:

- Hiroko Kuwata
- Naomi Ōsaka
- Risa Ozaki
- Aleksandra Panova

## Campionesse

### Singolare
Yanina Wickmayer ha sconfitto in finale  Magda Linette con il punteggio di 4-6, 6-3, 6-3.
- È il quarto titolo in carriera per la Wickmayer, il primo della stagione.

### Doppio
Chan Hao-ching /  Chan Yung-jan hanno sconfitto in finale  Misaki Doi /  Kurumi Nara con il punteggi di 6-1, 6-2.